# Carsina bendoides
Carsina bendoides là một loài bướm đêm trong họ Noctuidae.